# Sergej Fëdorovič Achromeev
Sergej Fëdorovič Achromeev (in russo Сергей Фёдорович Ахромеев?; Vindrej, 5 marzo 1923 – Mosca, 24 agosto 1991) è stato un generale e politico sovietico, Eroe dell'Unione Sovietica nel 1982 e Maresciallo dell'Unione Sovietica nel 1983.

## Biografia
Nato in Mordovia, appena ventenne Achromeev fu un giovane officiale durante la Seconda guerra mondiale e si distinse in combattimento sul Fronte di Leningrado.
Tra il 1984 e il 1988 fu Capo di Stato Maggiore delle Forze Armate Sovietiche. In questa carica fu coinvolto nei colloqui che portarono alla fine della Guerra Fredda, allontanandosi però gradualmente dalle posizioni di Michail Gorbačëv riguardo alla riforma dell'Armata Rossa giungendo a rassegnare le sue dimissioni.
La causa delle dimissioni fu l'insistenza di Gorbačëv nello smantellare il più moderno missile balistico sovietico, l'SS-23 Spider, per rispettare i termini del Trattato INF.
Nel marzo 1990 fu nominato Consigliere del Presidente dell'Unione Sovietica per gli affari militari.
Durante il Putsch di Mosca dell'agosto 1991 Achromeev tornò a Mosca da una vacanza a Soči per offrire appoggio ai leader del tentativo di colpo di Stato. Anche se non fu mai ufficialmente implicato nel tentato golpe, dopo il fallimento di quest'ultimo si suicidò nel suo ufficio del Cremlino, impiccandosi. Oltre a messaggi personali per i suoi familiari lasciò un biglietto nel quale spiegava che non sarebbe mai riuscito a continuare a vivere dopo la disintegrazione delle istituzioni a cui aveva dedicato la vita. Poco dopo la sua morte la tomba venne vandalizzata da ignoti che tolsero al corpo l'uniforme con cui era stato seppellito. Non è mai stato appurato se fu un atto di dissacrazione oppure solamente un furto eseguito con lo scopo di rivendere l'uniforme e le onorificenze.